# Dzied-Baradzied
Dzied-Baradzied, też Baradzied – postać białoruskiego programu dziecięcego Kałychanka, emitowanego przez Biełteleradyjokampanię. Został stworzony przez pisarza Artura Wolskiego w 1987 roku. Scenarzysta i asystent reżysera programu, Iwan Bieładubienka, wspólnie z operatorem Michaiłem Biełausowem opracowali koncepcję, dzięki której animatorzy lalki byli niewidoczni na ekranie. Pierwsze dwie bajki i piosenkę dla Baradzieda napisał Wolski, a zapisał swoim głosem aktor Anatolij Kaszkier. Z czasem obowiązki scenarzysty przejął Bieładubienka.
Wszystkie opowiadane przez Baradzieda bajki były pisane wierszem, co nadało postaci poetycki charakter. Jego piosenka, z wesołą melodią i prostymi słowami, stała się jednym z symboli programu i jest pamiętana przez widzów. Choć postać zniknęła z ekranu, jej popularność pozostała – a wśród dorosłych wywołuje nostalgię za dzieciństwem. Los samej lalki pozostaje nieznany po usunięciu jej z Kałychanki.

## Historia
Autorem Dzieda-Baradzieda jest pisarz Artur Wolski – ojciec Lawona Wolskiego. Pomysł na postać pojawił się u niego w 1987 roku . Koncepcję, dzięki której na ekranie nie było widać animatorów lalki, opracowali scenarzysta i asystent reżysera Kałychanki, Iwan Bieładubienka, we współpracy z operatorem Michaiłem Biełausowem . W początkowym okresie emisji programu nie istniały jeszcze techniki pozwalające na ukrycie aktorów animujących lalkę na ekranie. Kilku reżyserów odmówiło pracy nad tym zagadnieniem, aż w końcu Biełausau podjął się rozwiązania problemu. W wyniku jego współpracy z Bieladubienką opracowano metodę wykorzystującą czarne kostiumy dla animatorów oraz czarne tło, co pozwalało na stworzenie wrażenia, że lalka samodzielnie porusza się i mówi . 
Pierwsze dwie bajki i tekst piosenki Baradzieda napisał Wolski, jednak z czasem to Bieładubienka przejął pisanie tekstów, ponieważ autor postaci nie nadążał z terminami. Wszystkie bajki, opowiadane przez Baradzieda z ekranu, były pisane wierszem. Muzykę do piosenki stworzył kompozytor Leanid Zachleuny, utwór i bajki zostały zapisane głosem Anatolija Kaszkiera .
Kałychanka z udziałem Dzieda-Baradzieda była emitowana raz w tygodniu. Do końca lat osiemdziesiątych XX wieku nagrano około dwudziestu odcinków, które powtarzano na początku lat dziewięćdziesiątych, a potem po raz kolejny kilka lat później . Przez wiele lat używania lalka zaczęła się niszczyć – straciła nos, materiał się zużył. Dzieda-Baradzieda przestano pokazywać dzieciom odwiedzającym telewizję .
Postać Dzieda-Baradzieda zniknęła z Kałychanki po odejściu Bieładubienki z pracy. Brakowało osób gotowych do regularnego tworzenia nowych scenariuszy dla tej postaci, a dodatkowym wyzwaniem były wysokie koszty produkcji. Dzied-Baradzied był najdroższą lalką w historii Kałychanki. Jej animacja wymagała pracy czterech aktorów, co sprawiało, że realizacja jednego odcinka była równie kosztowna, jak przygotowanie małego spektaklu teatralnego . 
Los lalki pozostaje nieznany – wraz ze zmianami w kierownictwie i remontami część rekwizytów przekazano do przedszkoli i domów dziecka. Nie wiadomo, czy Dzied-Baradzied został wyrzucony czy komuś podarowany .

## Wygląd i charakter
Lalka Dzied-Baradzied miała niewielki rozmiar – około pół metra wysokości . Postać wykreowano na pogodnego dziadka w meloniku z piankową brodą . Był bardzo kapryśny i wymagał szczególnej uwagi. Popularność Dzieda-Baradzieda wynikała z jego autentyczności – był postacią zakorzenioną w białoruskiej kulturze, z charakterystycznym „kartoflanym” nosem i bliskim widzom światopoglądem. W odróżnieniu od rosyjskich programów dla dzieci, Kałychanka stworzyła bohatera o unikalnym, lokalnym charakterze .

## Popularność
Dziad-Baradzied pozostaje postacią rozpoznawalną, a piosenka o nim jest pamiętana przez wielu. Wesoła melodia i proste, rytmiczne słowa sprawiły, że stała się nieodłącznym elementem Kałychanki i jednym z symboli dzieciństwa dla widzów wychowanych na programie. Utwór był regularnie śpiewany przez bohatera na zakończenie odcinków, a jego refren do dziś znają zarówno dorośli, jak i starsze pokolenie dzieci .
Piosenka Dzieda-Baradzieda opowiada o nim, jak o dobroczynnym dziadku, który podróżuje po świecie i pomaga innym. Jego magiczne zdolności umożliwiają mu spełnianie życzeń, opowiadanie bajek i dawanie poczucia bezpieczeństwa. Jest przyjacielem dzieci, który potrafi rozbudzić wyobraźnię i sprawić, że świat staje się pełen cudów. W piosence podkreślona jest jego rola jako niezawodnego, wspierającego towarzysza .